# ヴァイオリンソナタ ロ短調 (レスピーギ)
ヴァイオリンソナタ ロ短調 P110は、オットリーノ・レスピーギが1917年に完成させたヴァイオリンソナタ。レスピーギの室内楽曲の中でも大規模な作品である。

## 概要
レスピーギは本作を1917年に作曲しており、これは彼の主要作品のひとつである『ローマの噴水』と同時期にあたる。初演は1918年1月20日にナポリにおいて、アッリーゴ・セラートのヴァイオリン、アレッサンドロ・ロンゴのピアノで行われた。同年3月3日にはレスピーギの恩師であるフェデリコ・サルティのヴァイオリン、作曲者自身のピアノによって再演されている。曲はエルネスト・コンソーロとアッリーゴ・セラートへ献呈され、1919年と再度1947年にもミラノのリコルディから出版されたが、出版社は楽曲の「演奏可能性」に疑念を抱いており、出版はすんなりと行われたわけではなかった。
ヴァイオリンもピアノも能く演奏したレスピーギは、両パートを巧みに書き上げている。結果として、本作は複雑な調性の扱いによりヴァイオリン、ピアノの両奏者に技術上の困難を強いることで知られるようになった。リズムも非常に込み入っており、拍子は常に一致するわけではない。例えば、第2楽章の主題が最初にピアノによって奏される際、旋律が4/4拍子である一方、伴奏は10/8拍子で書かれている（楽曲構成節の譜例3を参照）。初版譜の刊行後から、本作は国を超えて悪名を獲得していくことになる。

## 楽曲構成
全3楽章で構成され、演奏時間は約25分。

### 第1楽章
Moderato – . = 108 – Agitato – Più vivo – Agitato come prima – Tempo I (Moderato) – . = 104 – Calmo e molto meno mosso ロ短調
ピアノがトレモロの音型を奏する中、ヴァイオリンが夜曲風の主題を奏で始める（譜例1）。曲が熱烈で真剣な内容であることを示す開始部である。
譜例1
経過では頻繁に拍子が変更されていく。やがてヴァイオリンより、簡素で甘美な第2主題が提示される（譜例2）。
譜例2
譜例2を回想しながら提示部が閉じられ、繰り返しを置かずに情熱的に展開が開始される。展開部後半は落ち着いて譜例2を扱い、滑らかに再現へと移行する。楽章の最後には穏やかに譜例2、譜例1を振り返り、落ち着いた様子で締めくくられる。

### 第2楽章
Andante espressivo – Appassionato – Poco più mosso – Tempo I ホ長調
ピアノがユニゾンで10/8拍子の音型を弾き始めるが、右手だけ4/4拍子に変化して主題が奏される（譜例3）。
譜例3
3/4拍子、アッパショナートとなって動きを見せた後、再度静まって冒頭の音型を聞きながらの進行が始まる。次いでポコ・ピウ・モッソでは下降するピアノの細かな伴奏音型の上に、バイオリンが譜例4を奏する。これが盛り上がり音響的なクライマックスを形成する。
譜例4
落ち着きを取り戻すとヴァイオリンから譜例3が再現され、静かな楽章の幕切れを迎える。

### 第3楽章
Passacaglia. Allegro moderato ma energico – Più mosso – Ancora più mosso – Allegro molto e appassionato – Appassionato e meno allegro – Vivacissimo – Più presto – . = 108 – Più sostenuto (come al principio) – Lento – Andante espressivo – Lento e pesante – Molto allegro e agitato – Largamente – Allegro vivo ロ短調
パッサカリアが採用されている。テンポの指示が似通っていることをはじめとして類似点が複数あることより、レスピーギはブラームスの交響曲第4番終楽章をモデルにこの楽章を構想したものと思われる。パッサカリアの主題はピアノによって奏される（譜例5）。主題が一般的なものより長く書かれるなど、独自性がみられる。
譜例5
途中、長調に転じて速度を落とすなど多様な表情を見せた後、最後にはロ短調へ戻って大音量（ffff）と共に重々しく全曲を終結させる。

## 関連文献
- Webb, Michael (2019). Ottorino Respighi: His Life and Times. Troubador Publishing Ltd.. ISBN 978-1-789-01895-0